# Bach, Bad Kleinkirchheim
Bach je naselje v Občini Bad Kleinkirchheim v Okraju Špital ob Dravi  na Koroškem v Avstriji.